# Den hvide Djævel
Den hvide Djævel er en dansk stumfilm fra 1916, der er instrueret af Holger-Madsen efter manuskript af Carl Th. Dreyer. Filmen er baseret på Honoré de Balzacs roman Splendeurs et misères des courtisanes, der udkom i fire dele fra 1838 til 1847.

## Handling
Den berygtede storforbryder Jacques Collin - kaldet "Den hvide Djævel" - som i nogen tid har siddet indespærret i et tugthus udenfor Paris, har i al stilhed forberedt sin flugt. Endelig en dag finder han tidspunktet belejligt, og så omhyggeligt har han forstået at afveje risiko og chancer, at han uden at møde hindringer når udenfor tugthusets mure. Aldrig så snart føler han sig atter fri, før hans evigt arbejdende forbryderhjerne pønser på nye misgerninger. På samme tid rejser den unge advokat Charles Herveau til Paris i ærinde for en af sine klienter. Undervejs holder han rast i en landsbykro. Her ser Jacques Collin ham og føler rent instinktivt, at her tilbyder sig mulighed for et kup.
Efter at have myrdet advokaten i en skov, skjuler Collin liget i en grøft og slår sig sammen med håndlangeren, Paccard. Nogle dage senere møder Collin en mand, der ligner den advokat, han tog af dage, så meget, at det næsten ikke bør være muligt. Nu udtænker Collin en snedig plan. I advokatens lomme fandt han et brev fra den klient, i hvis ærinde han rejste. Collin vil nu bruge manden, der ligner advokaten på en prik, til at få fingre i de aktier, som brevet proklamerer er i den bekendte bankier, baron de Nucingens, besiddelse.
Bankieren tager intetanende imod advokatens dobbeltgænger, Lucien, og præsenterer ham endda for sin datter, hvis sarte kvindesjæl er uberørt som den nysudfoldede roses blad. De to forelsker sig med det samme, og otte dage senere ankommer Lucien for at hente aktierne. Han skynder sig med dem til Collin, der straks går i banken for at løse dem til kontanter. Skæbnen vil imidlertid, at baron de Nucingen netop da befinder sig i selvsamme bank. Collin bliver opdaget og trængt op i en krog. Her vælger han at tage sig af dage. Politiet forsøger efterfølgende at finde frem til Lucien men når for sent frem til baronens palæ. Lucien vil dø midt i sin lykke, og lovens håndhævere finder ham som lig.

## Medvirkende
- Svend Kornbeck - Jaques Collin, kaldet Den hvide djævel
- Carlo Wieth - C. Herveau, advokat og L. de Rupembré
- Johannes Ring - Bankier, Baron de Nucingen
- Gerd Egede-Nissen - Clotilde, baronens datter
- Gerda Christophersen - Asia
- Moritz Bielawski - Paccard
- Carl Schenstrøm